# 渡邊慎一

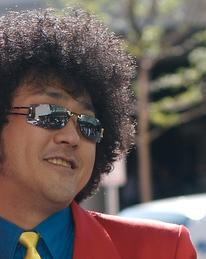
渡邊慎一

ワタナベシンイチ（日语：わたなべ しんいち，本名渡邊慎一，1964年9月6日—）為日本動畫導演、演出家。通稱為邊慎。出生于神奈川縣横濱市。

## 人物
在動畫中的人物特色是留著一頭爆炸頭，穿著一件讓人覺得是魯邦三世的紅色外套並且戴著一件領帶。
他於結婚時，和妻子一起參加綜藝節目『新婚夫妻對對碰!』。
被叫作邊慎世界的他能夠將原作變成充滿獨特氣氛之表現方式，並且讓作品彷彿是另一部完全不同的故事一般、而在自己導演的作品中也會讓自己的分身角色登場、自己也會在作品中客串声優。『完美小姐進化論』是他第一個替除了「邊慎（自己）」以外的角色配音的作品（作中的謎之聲和須奈子的初戀對象）、本人称之为「声優出道作」。
他常會被他人错认成另一位日本演出家、導演渡邊信一郎。
他近年常在作品「渡邊慎一」和明信片中特別強調「邊慎」這兩個字。
他是個超級汽車狂，喜歡開Evolution。
他好幾次說自己的舌頭很怕燙。

## 主要作品

### 導演
- 小豬萬萬歲 （1997年-1998年） - 導演出道作
- 魯邦三世 愛的重奏〜FUJIKO'S Unlucky Days〜 （1999年）
- 迷糊女戰士 （1999年-2000年）
- ドッと!KONIちゃん （2000年）※前半のみ
- ぷにぷに☆ぽえみぃ （2001年）
- 天地無用! GXP （2002年）
- 極速戰警eX-D（2002年）
- 練馬大根兄弟 （2006年）
- 完美小姐進化論 （2006年-2007年）

### 演出
- 妙手小廚師 （1987年-1989年）
- 笑ゥせぇるすまん （1889年-1992年）※渡邊慎一名義
- おぼっちゃまくん （1989年-1992年）
- 少年アシベ （1991年）※分鏡用漢字、演出用片假名
- 少年アシベ2 （1992年-1993年）※分鏡用漢字、演出用片假名
- 番茄超人 （1992年-1993年）
- 龍鬥球聯盟 （1993年-1994年）
- 秀逗泰山 （1993年-1994年）※渡邊慎一名義
- おまかせスクラッパーズ （1994年-1995年）
- 小紅帽恰恰 （1994年-1995年）
- 足球王 （1994年）
- 咕嚕咕嚕魔法陣 （1994年-1995年）
- 勇者警察 （1994年-1995年）
- VR快打 （1995年-1996年）
- 黄金勇者 （1995年-1996年）
- 暖暖日記 （1995年-1996年）
- 伊莎米大冒險 （1995年-1996年）
- 十二生肖 爆烈戰士 （1995年-1996年）
- 名犬萊西 （1996年）
- 奇天烈大百科 （1996年）※渡邊慎一名義
- 烏龍派出所 （1996年-2004年）
- YAT安心!宇宙旅行 （1996年-1998年）
- 魔法少女砂沙美 （1996年-1997年）
- はりもぐハーリー （1996年-1997年）
- 奧運高手 （1996年-1997年）
- 玩偶遊戲 （1996年-1998年）
- 天才小魚郎 （1997年）
- 勇者王 （1997年-1998年）
- 抓狂一族 （1998年）
- 真·女神轉生 惡魔之子 （2000年-2001年）
- 真·女神轉生 惡魔之子 光之書&闇之書  （2002年-2003年）
- 激斗战车（2001年-2003年）
- 蒲公英之戀 （2003年）
- 神魂合體 （2003年）
- 学園愛麗絲 （2004年-2005年）
- 詩∽片 （2004年）
- To Heart （2004年）
- 光速蒙面俠21 （2005年-）
- 純愛手札 Only Love （2006年-2007年）
- 旋風管家 （2007年-2008年）
- 蟲之歌 （2007年）※包括分鏡
- 楚楚可憐超能少女組 （2008年-2009年）
- 遊魂 -Kiss on my Deity- （2009年）
- 戰鬥陀螺 鋼鐵戰魂 （2009年）※包括分鏡
- 貓願三角戀 （2009年）
- 天國少女 （2009年）
- 笨蛋，測驗，召喚獸 （2010年）
- C³ -魔幻三次方-（2011年）
- 就算是哥哥，有愛就沒問題了，對吧（2012年）※包括分鏡
- 初音島III（2013年）※包括分鏡
- 農林（2014年）※包括分鏡

### 聲優
- 玩偶遊戲（渡邊）
- 迷糊女戰士（邊慎）
- ぷにぷに☆ぽえみぃ（邊慎）
- ドッと!KONIちゃん（犬阿夫羅（包括前半部））
- 天地無用! GXP（NB）
- 練馬大根兄弟（出租店）
- 完美小姐進化論（謎之聲）
- 旋風管家（邊慎管家）
- 遊魂 -Kiss on my Deity-（銷售員）
- SKET DANCE （監督）

## 外部連結
- もっとナベシンにも言わせろ!! （页面存档备份，存于） - 官方網站

1. ↑  在旋風管家第31話次回預告等